# Seznam kriticky ohrožených druhů rostlin v Česku
Za kriticky ohrožené druhy rostlin se podle zákona č. 114/92 Sb. O ochraně přírody a krajiny prohlašují následující cévnaté rostliny:
| Obrázek                          | Jméno                            | Binomické jméno                                |
| -------------------------------- | -------------------------------- | ---------------------------------------------- |
| Heleochloa alopecuroides         | bahenka psárkovitá               | Heleochloa alopecuroides                       |
| Crypsis schoenoides              | bahenka šášinovitá               | Crypsis schoenoides (L.) Lam.                  |
| Triglochin maritimum             | bařička přímořská                | Triglochin maritimum                           |
| Mercurialis ovata                | bažanka vejčitá                  | Mercurialis ovata                              |
| Filago lutescens                 | bělolist žlutavý                 | Filago lutescens                               |
| Luzula spicata                   | bika klasnatá                    | Luzula spicata                                 |
| Scheuchzeria palustris           | blatnice bahenní                 | Scheuchzeria palustris                         |
| Leucojum aestivum                | bledule letní                    | Leucojum aestivum                              |
| Listera cordata                  | bradáček srdčitý                 | Listera cordata                                |
| Utricularia ochroleuca           | bublinatka bledožlutá            | Utricularia ochroleuca Hartm.                  |
| Utricularia vulgaris             | bublinatka obecná                | Utricularia vulgaris                           |
| Utricularia bremii               | bublinatka vícekvětá             | Utricularia bremii                             |
| Kochia prostrata                 | bytel rozprostřený               | Bassia prostrata                               |
| Chamaecytisus albusm             | čilimník bílý                    | Chamaecytisus albus (Hacq.) Rothm.             |
|                                  | devaterník skalní                | Helianthemum rupifragum Kerner                 |
|                                  | devaterník velkokvětý pravý      | Helianthemum grandiflorum subsp. grandiflorum  |
| Verbascum speciosum              | divizna ozdobná                  | Verbascum speciosum                            |
| Corrigiola litoralis             | drobnokvět pobřežní              | Corrigiola litoralis                           |
| corzonera parviflora             | hadí mord maloúborný             | Scorzonera parviflora                          |
| Echium russicum                  | hadinec nachový                  | Echium russicum                                |
| Laserpitium archangelicam        | hladýš andělikový                | Laserpitium archangelica Wulfen                |
| Liparis loeselii                 | hlízovec Loeselův                | Liparis loeselii                               |
| Limodorum abortivum              | hnědenec zvrhlý                  | Limodorum abortivum                            |
| Gentiana punctata                | hořec tečkovaný                  | Gentiana punctata                              |
| Gentianella aspera               | hořeček drsný                    | Gentianella aspera                             |
| Gentianella campestris           | hořeček ladní                    | Gentianella campestris                         |
| Gentianella bohemica             | hořeček mnohotvarý český         | Gentianella bohemica                           |
| Gentiana verna                   | hořec jarní                      | Gentiana verna L.                              |
| Lathyrus palustris               | hrachor bahenní                  | Lathyrus palustris                             |
| Lathyrus pisiformis              | hrachor hrachovitý               | Lathyrus pisiformis                            |
| Lathyrus pannonicus              | hrachor panonský                 | Lathyrus pannonicus                            |
| Rhynchospora alba                | hrotnosemenka bílá               | Rhynchospora alba                              |
| Rhynchospora fusca               | hrotnosemenka hnědá              | Rhynchospora fusca                             |
| Pyrola media                     | hruštička prostřední             | Pyrola media                                   |
|                                  | huseník hajní                    | Arabis nemorensis (Hoffm.) W.D.J. Koch         |
| Arabis sudetica                  | huseník sudetský                 | Arabis sudetica Tausch                         |
| Aster alpinus                    | hvězdnice alpská                 | Aster alpinus                                  |
| Tripolium pannonicum             | hvězdnička slanistá              | Tripolium pannonicum                           |
|                                  | hvozdík kartouzek sudetský       | Dianthus carthusianorum subsp. sudeticus       |
| Dianthus moravicus               | hvozdík moravský                 | Dianthus moravicus                             |
| Dianthus arenarius               | hvozdík písečný                  | Dianthus arenarius                             |
|                                  | jestřábník velkoúborný           | Hieracium macranthum (Ten.) Ten.               |
|                                  | chrastavec rolní krkonošský      | Knautia arvensis subsp. pseudolongifolia       |
| Centaurea mollis                 | chrpa horská měkká               | Centaurea mollis Waldst. & Kit.                |
| Himantoglossum adriaticum        | jazýček jadranský                | Himantoglossum adriaticum                      |
| Phyllitis scolopendrium          | jelení jazyk celolistý           | Phyllitis scolopendrium                        |
|                                  | jeřáb český                      | Sorbus bohemica Kovanda                        |
| Sorbus sudetica                  | jeřáb sudetský                   | Sorbus sudetica                                |
| Hieracium villosum               | jestřábník huňatý                | Hieracium villosum                             |
| Plantago atrata                  | jitrocel černavý                 | Plantago atrata                                |
| Plantago maritima                | jitrocel přímořský               | Plantago maritima                              |
| Geranium lucidum                 | kakost lesklý                    | Geranium lucidum                               |
| Erythronium dens-canis           | kandík psí zub                   | Erythronium dens-canis                         |
| Dryopteris cristata              | kapraď hřebenitá                 | Dryopteris cristata                            |
| Polystichum lonchitis            | kapradina hrálovitá              | Polystichum lonchitis                          |
| Crambe tataria                   | katrán tatarský                  | Crambe tataria                                 |
| Stipa zalesskii                  | kavyl olysalý                    | Stipa zalesskii Wilensky                       |
| Stipa borysthenica               | kavyl písečný                    | Stipa borysthenica                             |
| Tofieldia calyculata             | kohátka kalíškatá                | Tofieldia calyculata                           |
| Spergula pentandra               | kolenec pětimužný                | Spergula pentandra L.                          |
| Pulsatilla vernalis              | koniklec jarní                   | Pulsatilla vernalis                            |
| Pulsatilla patens                | koniklec otevřený                | Pulsatilla patenss                             |
| Alchemilla fissa                 | kontryhel rozeklaný              | Alchemilla fissa                               |
| Hedysarum hedysaroides           | kopyšník tmavý                   | Hedysarum hedysaroides                         |
| Iris humilis                     | kosatec skalní                   | Iris humilis                                   |
| Festuca amethystina              | kostřava ametystová              | Festuca amethystina                            |
| Festuca drymeja                  | kostřava horská                  | Festuca drymeja Mert. & W. D. J. Koch          |
| Trapa natans                     | kotvice plovoucí                 | Trapa natans                                   |
| Astragalus arenarius             | kozinec písečný                  | Astragalus arenarius                           |
| Scrophularia vernalis            | krtičník jarní                   | Scrophularia vernalis                          |
| Cortusa matthioli                | kruhatka Matthiolova             | Cortusa matthioli                              |
| Epipactis leptochila             | kruštík ostrokvětý               | Epipactis leptochila                           |
| Minuartia gerardii               | kuřička Gerardova                | Minuartia gerardii                             |
| Minuartia verna                  | kuřička jarní                    | Minuartia verna                                |
| Spergularia maritima             | kuřinka obroubená                | Spergularia maritima                           |
| Spergularia salina               | kuřinka solná                    | Spergularia salina                             |
| Veratrum nigrum                  | kýchavice černá                  | Veratrum nigrum                                |
| Ceterach officinarum             | kyvor lékařský                   | Ceterach officinarum                           |
| Batrachium baudotii              | lakušník Baudotův                | Batrachium baudotii                            |
| Batrachium rionii                | lakušník plihý                   | Batrachium rionii (Lagger) Nyman               |
| Linum hirsutum                   | len chlupatý                     | Linum hirsutum                                 |
| Poa alpina                       | lipnice alpská                   | Poa alpina                                     |
|                                  | lipnice jesenická                | Poa riphaea (Asch. & Graebn.) Fritsch          |
| Thesium ebracteatum              | lněnka bezlistenná               | Thesium ebracteatum Hayne                      |
| Thesium dollineri                | lněnka rolní                     | Thesium dollineri                              |
| Thesium rostratum                | lněnka zobánkatá                 | Thesium rostratum                              |
| Daphne cneorum                   | lýkovec vonný                    | Daphne cneorum                                 |
| Eryngium planum                  | máčka plocholistá                | Eryngium planum                                |
| Amygdalus nana                   | mandloň nízká                    | Amygdalus nana                                 |
| Cladium mariscus                 | mařice pilovitá                  | Cladium mariscus                               |
| Tillaea aquatica                 | masnice vodní                    | Tillaea aquatica                               |
| Thymus carpaticus                | mateřídouška karpatská           | Thymus carpaticus                              |
| Angelica palustris               | matizna bahenní                  | Angelica palustris (Besser) Hoffm.             |
| Gladiolus palustris              | mečík bahenní                    | Gladiolus palustris                            |
| Malaxis monophyllos              | měkčilka jednolistá              | Malaxis monophyllos                            |
| Hammarbya paludosa               | měkkyně bahenní                  | Hammarbya paludosa                             |
| Potentilla crantzii              | mochna Crantzova                 | Potentilla crantzii                            |
| Potentilla micrantha             | mochna drobnokvětá               | Potentilla micrantha                           |
| Potentilla sterilis              | mochna jahodovitá                | Potentilla sterilis                            |
| Potentilla patula                | mochna rozkladitá                | Potentilla patula Waldst. & Kit.               |
| Illecebrum verticillatum         | nehtovec přeslenitý              | Illecebrum verticillatum                       |
| Salvinia natans                  | nepukalka vzplývající            | Salvinia natans                                |
| Catabrosa aquatica               | odemka vodní                     | Catabrosa aquatica                             |
| Carex alba                       | ostřice bílá                     | Carex alba                                     |
| Carex baxbaumii                  | ostřice Buxbaumova               | Carex baxbaumii                                |
| Vignea dioica                    | ostřice dvoudomá                 | Vignea dioica                                  |
| Carex hordeistichos              | ostřice ječmenovitá              | Carex hordeistichos                            |
|                                  | ostřice krkonošská               | Carex derelicta Štěpánková                     |
| Carex vaginata                   | ostřice pochvatá                 | Carex vaginata                                 |
| Carex rupestris                  | ostřice skalní                   | Carex rupestris                                |
| Vignea chordorrhiza              | ostřice šlahounovitá             | Vignea chordorrhiza                            |
| Carex atrata                     | ostřice tmavá                    | Carex atrata                                   |
| Carex stenophylla                | ostřice úzkolistá                | Vignea stenophylla Wahlenb.                    |
| Carex capillaris                 | ostřice vláskovitá               | Carex capillaris                               |
| Helictotrichon desertorum        | ovsíř stepní                     | Helictotrichon desertorum                      |
| Taraxacum bessarabicum           | pampeliška besarabská            | Taraxacum bessarabicum (Hornem.) ) Hand.-Mazz. |
| Taraxacum serotinum              | pampeliška pozdní                | Taraxacum serotinum                            |
| Sesleria uliginosa               | pěchava slatinná                 | Sesleria uliginosa                             |
| Artemisia pancicii               | pelyněk Pančičův                 | Artemisia pancicii                             |
|                                  | pětiprstka obecná hustokvětá     | Gymnadenia conopsea subsp. densiflora          |
| Cirsium brachycephalum           | pcháč žlutoostenný               | Cirsium brachycephalum                         |
|                                  | pískavice provensálská           | Trigonella monspeliaca                         |
| Clematis integrifolia            | plamének celolistý               | Clematis integrifolia                          |
| Nymphoides peltata               | plavín štítnatý                  | Nymphoides peltata                             |
| Diphasiastrum tristachyum        | plavuník cypřiškovitý            | Diphasiastrum tristachyum                      |
| Danthonia alpina                 | plevnatec lesostepní             | Danthonia alpina                               |
| Camicifuga europaea              | ploštičník evropský              | Camicifuga europaea                            |
| Androsace septentrionalis        | pobřežnice jednokvětá            | (70x70px) (Androsace septentrionalis)          |
| Notholaena marantae              | podmrvka hadcová                 | Notholaena marantae                            |
| Androsace septentrionalis        | pochybek severní                 | Androsace septentrionalis                      |
| Pulegium vulgare                 | polej obecná                     | Pulegium vulgare                               |
| Myosotis stenophylla             | pomněnka úzkolistá               | Myosotis stenophylla                           |
| Ligularia sibirica               | popelivka sibiřská               | Ligularia sibirica                             |
| Nasturium microphyllum           | potočnice drobnolistá            | Nasturium microphyllum                         |
|                                  | prasetník lysý                   | Hypochoeris glabra                             |
| Bupleurum tenuissimum            | prorostlík nejtenčí              | Bupleurum tenuissimum                          |
|                                  | prorostlík prutnatý              | Bupleurum affine                               |
| Dactylorhiza maculata            | prstnatec plamatý                | Dactylorhiza maculata                          |
| Dactylorhiza traunsteineri       | prstnatec Traunsteinerův         | Dactylorhiza traunsteineri                     |
| Hippuris vulgaris                | prustka obecná                   | Hippuris vulgaris                              |
|                                  | pryšec lesklý                    | Tithymalus lucidus                             |
|                                  | pryšec vrbolistý                 | Tithymalus salicifolius                        |
| Hippochaete variegata            | přeslička různobarvá             | Hippochaete variegata                          |
|                                  | psineček alpský                  | Agrostis aplina                                |
| Cystopteris sudetica             | puchýřník sudetský               | Cystopteris sudetica                           |
|                                  | pupavík pampeliškový             | Colobium taraxacoides                          |
| Lindernia procumbens             | puštička rozprostřená            | Lindernia procumbens                           |
| Aposeris foetida                 | razilka smrdutá                  | Aposeris foetida                               |
| Potamogeton praelongus           | rdest dlouholistý                | Potamogeton praelongus                         |
| Potamogeton fiesii               | rdest hrotitý                    | Potamogeton fiesii                             |
| Groanlandia densa                | rdestice hustolistá              | Groanlandia densa                              |
| Ceratocephala testiculata        | rohohlavec rovnorohý             | Ceratocephala testiculata                      |
| Drosera anglica                  | rosnatka anglická                | Drosera anglica                                |
| Drosera intermedia               | rosnatka prostřední              | Drosera intermedia                             |
| Rhodiola rosea                   | rozchodnice růžová               | Rhodiola rosea                                 |
| Sedum villosum                   | rozchodník huňatý                | Sedum villosum                                 |
|                                  | rozrazil chudobkovitý            | Veronica bellidiodes                           |
| Veronica scardica                | rozrazil slanistý                | Veronica scardica                              |
| Cerastium alsinifolium           | rožec kuřičkolistý               | Cerastium alsinifolium                         |
| Cerastium tenoreanum             | rožec Tenoreův                   | Cerastium tenoreanum                           |
| Onosma arenarium                 | ruměnice písečná                 | Onosma arenarium                               |
| Reseda phyteuma                  | rýt velkokališní                 | Reseda phyteuma                                |
| Caulinia minor                   | řečanka menší                    | Caulinia minor                                 |
| Cardaminopsis petraea            | řeřišničník skalní               | Cardaminopsis petraea                          |
| Cardamine parviflora             | řeřišnice malokvětá              | Cardamine parviflora                           |
|                                  | řeřišnice Opizova                | Cardamine opizii                               |
| Cardamine resedifolia            | řeřišnice rýtolistá              | Cardamine resedifolia                          |
| Jurinea cyanoides                | sinokvět chrpovitý               | Jurinea cyanoides                              |
| Juncus capitatus                 | sítina hlavatá                   | Juncus capitatus                               |
| Juncus sphaerocarpus             | sítina kulatoplodá               | Juncus sphaerocarpus                           |
| Juncus tenageia                  | sítina rybniční                  | Juncus tenageia                                |
| Juncus subnodulosus              | sítina slatinná                  | Juncus subnodulosus                            |
|                                  | sítina tmavá                     | Juncus atratus                                 |
| Glaux maritima                   | sivěnka přímořská                | Glaux maritima                                 |
|                                  | skalnatka (písečnice) velkokvětá | Czernohorskya grandiflora                      |
| Epipogium aphyllum               | sklenobýl bezlistý               | Epipogium aphyllum                             |
| Crypsis aculeata                 | skrytěnka bodlinatá              | Crypsis aculeata                               |
| Asplenium adiantum-nigrum        | sleziník netíkovitý              | Asplenium adiantum-nigrum                      |
| Asplenium adulterinum            | sleziník nepravý                 | Asplenium adulterinum                          |
| Peucedanum carvifolia            | smldník kmínolistý               | Peucedanum carvifolia                          |
| Goodyera repens                  | smrkovník plazivý                | Goodyera repens                                |
| Loncomelos sphaerocarpus         | snědek pyrenejský                | Loncomelos sphaerocarpus                       |
|                                  | solenka Valerandova              | Samolus valerandii                             |
| Suaeda pannonica                 | solnička panonská                | Suaeda pannonica                               |
| Klasea lycopifolia               | srpovník karbincolistý           | Klasea lycopifolia                             |
|                                  | starček bažinný                  | Senecio paludosus                              |
| Senecio rupestris                | starček skalní                   | Senecio rupestris                              |
| Senecio doria                    | starček zlatý                    | Senecio doria                                  |
| ephroseris longifolia            | stařinec (starček) dlouholistý   | Tephroseris longifolia                         |
|                                  | stařinec (starček) oranžový      | Tephroseris aurantiaca                         |
| Nuphar pumila                    | stulík malý                      | Nuphar pumila                                  |
| Eriophorum gracile               | suchopýr štíhlý                  | Eriophorum gracile                             |
|                                  | světlík slovenský                | Euphrasia slovaca                              |
|                                  | svízel sudetský                  | Galium sudeticum                               |
| Cruciata pedemontana             | svízelka piemontská              | Cruciata pedemontana                           |
|                                  | šabřina tatarská                 | Conioselinum tataricum                         |
| Salvia aethiopis                 | šalvěj etiopská                  | Salvia aethiopis                               |
| Schoenus nigricans               | šášina načernalá                 | Schoenus nigricans                             |
|                                  | šášina rezavá                    | Scoenus ferrugineus                            |
| Isoëtes lacustris                | šídlatka jezerní                 | Isoëtes lacustris                              |
|                                  | šídlatka ostnovýtrusá            | Isoëtes tenella                                |
|                                  | škarda panonská                  | Crepis pannonica                               |
| Crepis sibirica                  | škarda sibiřská                  | Crepis sibirica                                |
| Spiranthes spiralis              | švihlík krutiklas                | Spiranthes spiralis                            |
| Laser trilobium                  | timoj trojlaločný                | Laser trilobum                                 |
| Hierochloe repens                | tomkovice plazivá                | Hierochloe repens                              |
| Ophrys holosericea               | tořič čmelákovitý                | Ophrys holosericea                             |
| Ophrys insectifera               | tořič hmyzonosný                 | Ophrys insectifera                             |
| Ophrys apifera                   | tořič včelonosný                 | Ophrys apifera                                 |
| Herminium monorchis              | toříček jednohlízný              | Herminium monorchis                            |
|                                  | trojřadka Micheliova             | Dichostylis micheliana                         |
| Calamagrostis purpurea           | třtina nachová                   | Calamagrostis purpurea                         |
| Calamagrostis stricta            | třtina tuhá                      | Calamagrostis stricta                          |
| Pinguicula bohemica              | tučnice česká                    | Pinguicula bohemica                            |
|                                  | úložník (rozrazil) pochybný      | Pseudolysimachion spurium                      |
| Elatine alsinastrum              | úpor kuřičkovitý                 | Elatine alsinastrum                            |
| Dracocephalum austriacum         | včelník rakouský                 | racocephalum austriacum                        |
|                                  | vikev horomilná                  | Vicia oreophila                                |
| Viola alba                       | violka bílá                      | Viola alba                                     |
| Viola kitaibeliana               | violka nejmenší                  | Viola kitaibeliana                             |
| Viola elatior                    | violka vyvýšená                  | Viola elatior                                  |
| Polygala serpyllifolia           | vítod douškolistý                | Polygala serpyllifolia                         |
|                                  | volovec vrbolistý                | Buphtalmum salicifolium                        |
|                                  | vranečkovec švýcarský            | Lycopodioides helveticum                       |
| Botrychium matricariifolium      | vratička heřmánkolistá           | Botrychium matricariifolium                    |
| Sceptridium multifidum           | vratička mnohoklaná              | Sceptridium multifidum                         |
| Salix myrtilloides               | vrba borůvkovitá                 | Salix myrtilloides                             |
| Salix herbacea                   | vrba bylinná                     | Salix herbacea                                 |
| Salix myrsinifolia               | vrba černající                   | Salix myrsinifolia                             |
| Salix bicolor                    | vrba dvoubarvá                   | Salix bicolor                                  |
| Salix lapponum                   | vrba laponská                    | Salix lapponum                                 |
| Orchis laxiflora                 | vstavač řídkokvětý               | Orchis laxiflora                               |
| Orchis tridentata                | vstavač trojzubý                 | Orchis tridentata                              |
| Pedicularis sudetica WPC         | všivec krkonošský                | Pedicularis sudetica                           |
|                                  | všivec statný                    | Pedicularis exaltata                           |
| Pedicularis sceptrum-carolinum   | všivec žezlovitý                 | Pedicularis sceptrum-carolinum                 |
| Tordylium maximum                | zapalička největší               | Tordylium maximum                              |
| Montia fontana                   | zdrojovka prameništní            | Montia fontana                                 |
|                                  | zeměžluč přímořská               | Centaurium litorale                            |
| Sparganium angustifolium         | zevar úzkolistý                  | Sparganium angustifolium                       |
| Chimaphila umbellata             | zimozelen okoličnatý             | Chimaphila umbellata                           |
| Campanula bohemica subsp. gelida | zvonek jesenický                 | Campanula bohemica subsp. gelida               |
|                                  | zvonek sudetský                  | Campanula sudetica                             |
| Adenophora lilifolia             | zvonovec liliolistý              | Adenophora liliifolia                          |
| Myricaria germanica              | židoviník německý                | Myricaria germanica                            |
|                                  | žluťucha jednoduchá              | Thalictrum simplex                             |